# Melike Pekel
Melike Pekel, né le 14 avril 1995 à Munich en Allemagne, est une footballeuse internationale turque évoluant au poste d'attaquant au Galatasaray SK.

## Biographie

### En club
Dès son jeune age Melika Pekel joua au football dans sa ville de résidence, Schrobenhausen, en Bavière. A 18 ans elle s'engagea dans l'équipe seconde du TSV Schwaben Augsbourg, dans la même saison 2012-2013 elle fut titularisée dans l'équipe première, en marquant 20 buts en 39 rencontres, elle fut détectée par le Bayern Munich où elle démarra dans l'équipe réserve.

#### Bayern Munich
Le 7 décembre 2014, lors de la douzième journée de Bundesliga, elle débuta au plus haut niveau allemand et faisait partie de l'équipe remportant le titre de champion d'Allemagne. Lors de la saison 2015-2016 elle retourna dans l'équipe réserve du Bayern Munich évoluant dans la 2.Bundesliga et marqua 15 buts en 26 rencontres. Début 2017 elle quitta Munich pour Metz.

#### FC Metz
Elle démarre dans la D1 Féminine avec le FC Metz le 5 février 2017. Melike Pekel marque son premier but en France le 26 février 2017 contre l'Olympique de Marseille. En fin de saison, le FC Metz, dernier du classement, est relégué. Le 21 juillet 2017, elle est transférée au Paris Saint-Germain.

#### Paris Saint-Germain
Melike Pekel signe un contrat au PSG pour deux ans jusqu'en 2019. Lors de la troisième journée de la saison 2017-2018, elle fait ses débuts avec le PSG contre Lille.

#### Girondins de Bordeaux
En janvier 2019, elle est prêtée aux Girondins de Bordeaux jusqu'à la fin de la saison. Elle marque son premier but en championnat depuis 2017 pour son premier match sous les couleurs girondines, lors d'une victoire 2-0 face à son ancien club, le FC Metz.

#### Retour au FC Metz
En juin 2019, elle s'engage pour une saison plus une année en option au FC Metz.

### En équipe nationale
Melike Pekel fait ses débuts avec l'équipe nationale de Turquie le 19 août 2015, dans un match amical contre l'Albanie. Dans le deuxième test match contre l'Albanie elle disputa la deuxième mi-temps.
Lors de sa troisième titularisation en match de qualification pour le championnat d'Europe 2017, elle disputa les 90 minutes, contre les Pays-Bas, ainsi que le match suivant contre l'Allemagne.
Son premier but international, elle l'inscrit le 1er mars 2017 à Antalya, à la 87e minute, lors de la défaite en match amical contre la Roumanie (1-3).

## Statistiques
| Saison                | Club                         | Championnat           | Championnat | Championnat | Coupe(s) nationale(s) | Coupe(s) nationale(s) | Compétition(s) continentale(s) | Compétition(s) continentale(s) | Compétition(s) continentale(s) | Total | Total |
| Saison                | Club                         | Division              | M.          | B.          | M.                    | B.                    | Comp.                          | M.                             | B.                             | M.    | B.    |
| 2014-2015             | Bayern Munich                | Frauen Bundesliga     | 2           | 0           | -                     | -                     | -                              | -                              | -                              | 2     | 0     |
| 2015-2016             | Bayern Munich                | Frauen Bundesliga     | -           | -           | -                     | -                     | -                              | -                              | -                              | 0     | 0     |
| 2016-2017             | Bayern Munich                | Frauen Bundesliga     | 1           | 0           | 1                     | 1                     | -                              | -                              | -                              | 2     | 1     |
| Sous-total            | Sous-total                   | Sous-total            | 3           | 0           | 1                     | 1                     | -                              | 0                              | 0                              | 4     | 1     |
| 2016-2017             | FC Metz                      | Division 1            | 11          | 5           | 1                     | 0                     | -                              | -                              | -                              | 12    | 5     |
| Sous-total            | Sous-total                   | Sous-total            | 11          | 5           | 1                     | 0                     | -                              | 0                              | 0                              | 12    | 5     |
| 2017-2018             | Paris Saint-Germain          | Division 1            | 8           | 0           | 1                     | 0                     | -                              | -                              | -                              | 9     | 0     |
| 2018-2019             | Paris Saint-Germain          | Division 1            | 6           | 0           | 1                     | 0                     | WCL                            | 4                              | 1                              | 11    | 1     |
| Sous-total            | Sous-total                   | Sous-total            | 14          | 0           | 2                     | 0                     | -                              | 4                              | 1                              | 20    | 1     |
| 2018-2019             | Girondins de Bordeaux (prêt) | Division 1            | 6           | 1           | -                     | -                     | -                              | -                              | -                              | 6     | 1     |
| Sous-total            | Sous-total                   | Sous-total            | 6           | 1           | -                     | -                     | -                              | -                              | -                              | 6     | 1     |
| 2019-2020             | FC Metz                      | Division 1            | 8           | 0           | 0                     | 0                     | -                              | -                              | -                              | 8     | 0     |
| Sous-total            | Sous-total                   | Sous-total            | 8           | 0           | 0                     | 0                     | -                              | -                              | -                              | 8     | 0     |
| Total sur la carrière | Total sur la carrière        | Total sur la carrière | 42          | 6           | 4                     | 1                     | -                              | 4                              | 1                              | 50    | 8     |

## Palmarès
|  |  | Bayern Munich - Frauen-Bundesliga - Vainqueur : 2015 |